# Coleophora lentella
Coleophora lentella é uma espécie de mariposa do gênero Coleophora pertencente à família Coleophoridae.